# Markt 3 (Quedlinburg)

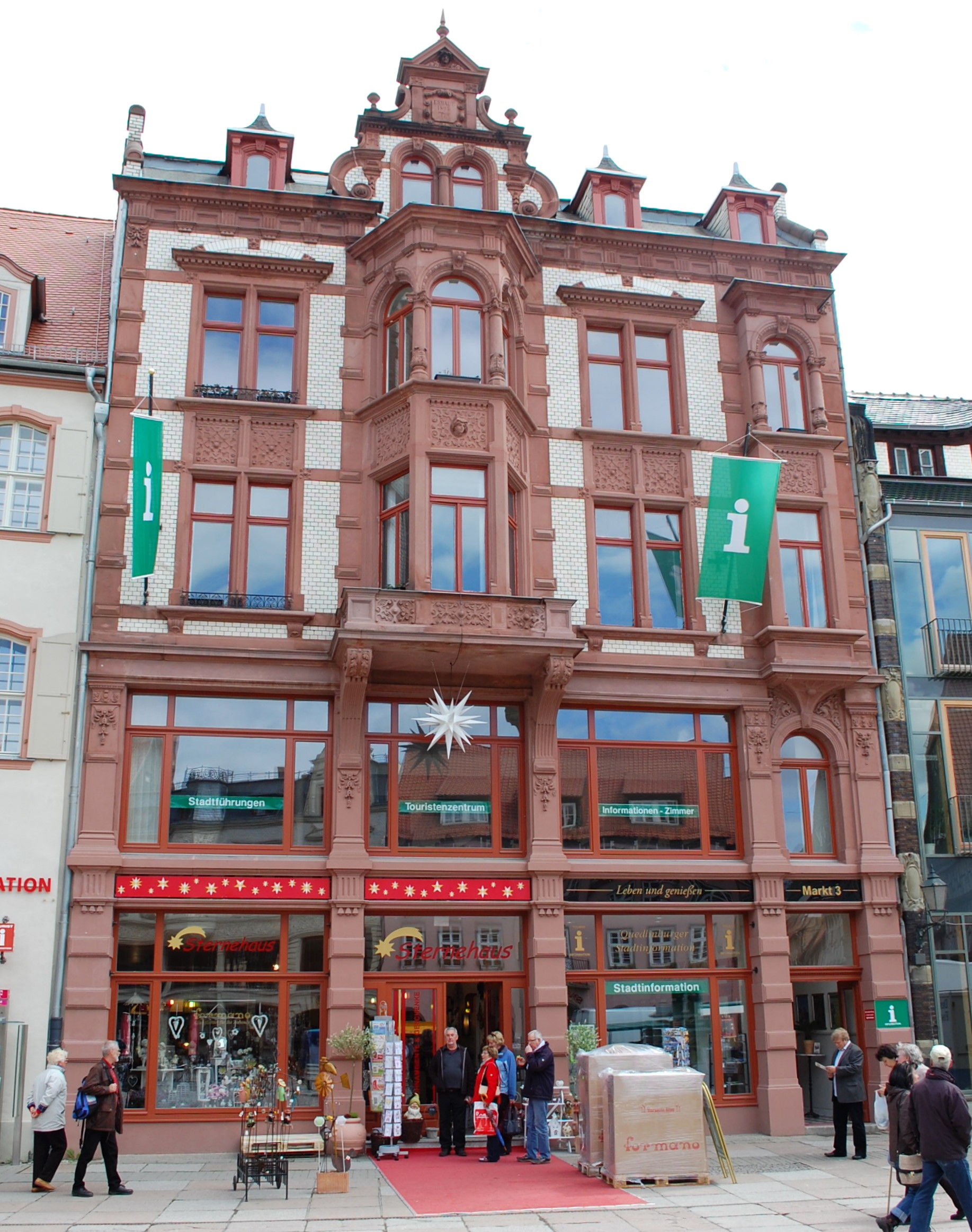
Haus Markt 3

Das Haus Markt 3 ist ein denkmalgeschütztes Gebäude in der Stadt Quedlinburg in Sachsen-Anhalt.

## Lage
Es befindet sich an der Ostseite des Marktplatzes und gehört zum UNESCO-Weltkulturerbe. Nördlich grenzt das gleichfalls denkmalgeschützte Grünhagenhaus, südlich das Gebäude Markt 4 an.

## Architektur und Geschichte
Vorgängerbau des heute bestehenden Gebäudes war ein Fachwerkhaus zu dessen Voreigentümern der Bürgermeister Eckhard Salfeld und später der Kämmerer Wurlitz gehörten. Um das Jahr 1800 erwarb Johann Jacob Hermes das Gebäude mitsamt Braugerechtigkeit und betrieb hier einen Tuchhandel. Ab 1807 war Ludwig Adolph Kramer im Geschäft als Gehilfe tätig. Er übernahm dann am 1. Oktober 1816 sowohl das Haus als auch das Geschäft und vergrößerte später die Schaufenster des Gebäudes. Von den sieben Kindern Kramers, übernahm sein ältester Sohn Albert Ernst Kramer 1853 das Geschäft und lebte hier mit seiner Familie. Er ließ die Geschäftsräume des Erdgeschosses umbauen. Er verstarb jedoch im Alter von 49 Jahren an Typhus. Da die Kinder noch zu klein waren, um das Geschäft zu übernehmen, stellte seine Witwe, Franziska Kramer, geborene Brasse, am 22. Mai 1872 als Geschäftsführer den Kaufmann Georg Friedrich Witte ein, der das Unternehmen bis zum 1. Juli 1888 leitete. Dann übernahm der Sohn Kramers, der 1861 geborene Wilhelm Albert Kramer, das Geschäft. Er hatte mit der Schwierigkeit einer angeborenen Farbblindheit zu kämpfen. Er heiratete 1890 Martha Ihlefeldt, deren Familie in der Bockstraße 5 ebenfalls eine Tuchhandlung betrieb. Da eine Schwester Kramers ebenfalls in die Familie Ihlefeldt einheiratete, fusionierten  Robert Ihlefeldt und Wilhelm Kramer beide Unternehmen am Standort Markt 3, wobei man dort einen Neubau vorsah. Das Haus Markt 3 verfügte hofseitig über langgestreckte Gebäude sowie einen Garten mit Nussbaum. Im März 1894 begann der Abriss des Altbaus, wobei auch Teile der Seitenwand des Grünhagenhauses einstürzten.
Das heutige Gebäude wurde 1894/95 im Stil der Neorenaissance vom Braunschweiger Architekten Friedrich Staeding für das Modehaus Ihlfeld & Kramer errichtet. Im Quedlinburger Denkmalverzeichnis ist es als Wohn- und Geschäftshaus eingetragen. Die Fassade ist geprägt durch den Wechsel von Werkstein und Klinker. Unter der Türschwelle des Neubaus wurde am 9. Juli 1894 eine Urkunde eingemauert, die die Geschichte und aktuelle Situation des Geschäfts schilderte. Im Geschäft wurde neben Stoffen auch Fertigkleidung und Wäsche jeglicher Art sowie Federbetten verkauft. Für Federn wurde eine Reinigung angeboten. Darüber hinaus wurden sowohl für Damen als auch für Herren Maßanfertigungen geschneidert. Die Arbeiten erfolgten in den erhalten gebliebenen alten Hintergebäuden. Zunächst saßen noch Schneider traditionell auf Tischen, später arbeiteten Schneiderinnen an Nähmaschinen. Bereits 1887 gründeten Ihlefeldt und Kramer gemeinsam in der Marktstraße 1 die Quedlinburger Möbel- und Ausstattungshalle, die ab dem Jahr 1894 um das Nachbargebäude Markt 16 erweitert wurde.
Das Hofgebäude zeigt Elemente des örtlichen Fachwerkbaus aber auch des Jugendstils und des Historismus. Darüber hinaus besteht ein dreigeschossiger Fachwerkflügel aus dem 19. Jahrhundert.
In der Zeit der DDR befand sich im Gebäude das erste Quedlinburger HO-Kaufhaus, das auch das benachbarte Gebäude Markt 4 mit umfasste.